# Julien d'Abrigeon
Julien d'Abrigeon est un poète et écrivain français né à Aubenas en mars 1973. 

## Action dans la poésie
Poète, écrivain et  directeur de revue en ligne, il pratique ou a pratiqué la poésie-action, la poésie sonore, la poésie numérique, la poésie visuelle. Il se produit lors de nombreuses lectures publiques et performances en France et à l'étranger.  
Il est un des membres de BoXoN, collectif de poètes créé à Lyon en 1997 qui publie la revue du même nom. 
Il a créé et dirige les sites de poésie T.A.P.I.N. (1998), puis tapin² (2014). Ces sites consacrés à la poésie « hors du livre » ont la particularité de présenter plus d'une centaine de poètes contemporains internationaux seulement à travers des vidéos, des sons, des visuels.

## Publications
- croix, n.f., poésie express/TrameOuest, 2001
- Pas Billy the Kid, Al Dante, coll. « Niok », 2005[2]
- Le Zaroff, Léo Scheer, coll. « Laureli », 2009
- Microfilms, Léo Scheer, coll. « Laureli », 2011
- fablab, Contre-Pied, 2015[3]
- Sombre aux abords, Quidam, 2016[4]
- P.Articule, Plaine Page, 2017
- Coupe courte, Lanskine, 2020
- Qui tombe des étoiles, Le Quartanier, 2025